# Ken Barlow
 (octobre 2019).
Si vous disposez d'ouvrages ou d'articles de référence ou si vous connaissez des sites web de qualité traitant du thème abordé ici, merci de compléter l'article en donnant les références utiles à sa vérifiabilité et en les liant à la section « Notes et références ».
Pour les articles homonymes, voir Barlow.
Kenneth "Ken" Barlow, né à Indianapolis (États-Unis) le 20 septembre 1964, est un joueur américain de basket-ball qui a été joueur professionnel en Italie, Israël et Grèce.

## Palmarès
- Champion d'Italie (1987)
- Vainqueur de l'Euroleague (1987)
- 3x Champion d'Israël (1988, 1989, 1990)
- 2x vainqueur de la Coupe d'Israël (1989, 1990)
- Cup Winners' Cup (1991)
- Champion de Grèce (1992)